# Gabriela Mistral

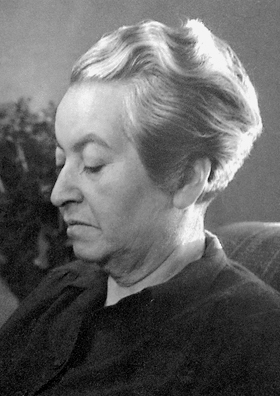
Gabriela Mistral (1945)

Gabriela Mistral, Pseudonym für Lucila Godoy Alcayaga (* 7. April 1889 in Vicuña, Chile; † 10. Januar 1957 in Hempstead, New York), war eine chilenische Dichterin und Diplomatin. Im Jahr 1945 wurde sie mit dem Nobelpreis für Literatur ausgezeichnet.

## Leben
Gabriela Mistral wurde als Lucila Godoy Alcayaga in einem Dorf in den Anden in eine baskisch-autochthone Familie hineingeboren. Ihr Vater war Lehrer und verließ die Familie, als Gabriela drei Jahre alt war. Bereits mit sechzehn fing Gabriela an, als Hilfslehrerin zu arbeiten, um ihre Familie finanziell zu unterstützen. Bald begann sie zu schreiben. Ihre ersten Texte wurden 1905 in den Zeitungen La Voz de Elqui und Diario Radical de Coquimbo veröffentlicht. Die Wahl ihres Pseudonyms hat sie so erklärt: „Als Kind hatte ich eine tiefe Andacht zum Erzengel Gabriel und von ihm legte ich mir den Namen zu. Mistral – das ist der Name des heftigen Mittelmeerwindes. Denn ich werde immer und ungewöhnlich stark von den Elementen angezogen, überhaupt von allen Kräften der Natur.“
1909 nahm sich ihr Geliebter Romelio Ureta das Leben, nachdem eine Unterschlagung, die er begangen hatte, ans Licht gekommen war. Sie verarbeitete dieses Erlebnis in ihrem Werk. 1914 gewann sie für Sonetos de la Muerte den Chilenischen Literaturpreis, wodurch sie in ganz Lateinamerika bekannt wurde.
Gabriela Mistral arbeitete von 1906 bis 1922 als Lehrerin. Im Jahr nach Uretas Tod bestand sie ihr Lehrerinnenexamen. Ihre Berufstätigkeit führte sie nach La Serena, Barrancas, Traiguén, Antofagasta, Los Andes, Punta Arenas, Temuco und Santiago. 1921 wurde sie Schuldirektorin an einer der renommiertesten Schulen für höhere Töchter in Santiago de Chile. 1922 erschien ihr zweiter Gedichtband, Desolación (Trostlosigkeit). Wie viele ihrer Schriften handelt auch dieser von Liebe, Tod und Hoffnung.
Zwischen 1922 und 1934 lebte Gabriela Mistral vorwiegend im Ausland. Sie wurde vom mexikanischen Bildungsminister José Vasconcelos nach Mexiko eingeladen, um an der dortigen Schulreform mitzuwirken. Im Kontext dieses Aufenthaltes kompilierte sie das Schulbuch Lecturas para mujeres. Anschließend ging sie in die USA und nach Europa. 1930 war sie Gastprofessorin am Barnard College der Columbia University in New York City und am Vassar College in Poughkeepsie. Viele ihrer Reisen führten sie durch Lateinamerika und prägten ihr literarisches Werk.
1933 trat sie in den chilenischen diplomatischen Dienst ein und übernahm die Leitung des Konsulats in Madrid. Im selben Jahr adoptierte sie ihren Neffen Juan Miguel. In den folgenden Jahren vertrat sie Chile in Brasilien, Spanien, Portugal und den USA. Während des Zweiten Weltkrieges hielt sie sich im brasilianischen Petrópolis auf, wo sie das Ehepaar Lotte und Stefan Zweig kennenlernte, mit dem sie bald eine enge Freundschaft verband. 1942 nahmen sich die Zweigs das Leben, im Jahr darauf Mistrals Adoptivsohn. 1943 wurde sie als Ehrenmitglied in die American Academy of Arts and Letters gewählt.
In ihren letzten Lebensjahren zwang ihr Gesundheitszustand (sie litt an Krebs) Gabriela Mistral, sich aus der Öffentlichkeit zurückzuziehen. 1954 kehrte sie noch einmal nach Chile zurück, wo man ihr einen begeisterten Empfang bereitete. Am 10. Januar 1957 starb sie in ihrem Haus in New York an den Folgen ihrer Krebserkrankung.
1979 wurde ihr zu Ehren der interamerikanische Gabriela-Mistral-Preis für Kultur gestiftet. Bisherige Preisträger waren unter anderem der peruanische Poet Antonio Cisneros und der britische Rocksänger Sting.
2009 benannte die chilenische Präsidentin Michelle Bachelet das frühere Hauptquartier der Pinochet-Regierung in Centro Cultural Gabriela Mistral um. Der Neubau des Kulturzentrums nach einem Brand im Jahre 2006 wurde Ende 2010 seiner Bestimmung übergeben.

## Werk

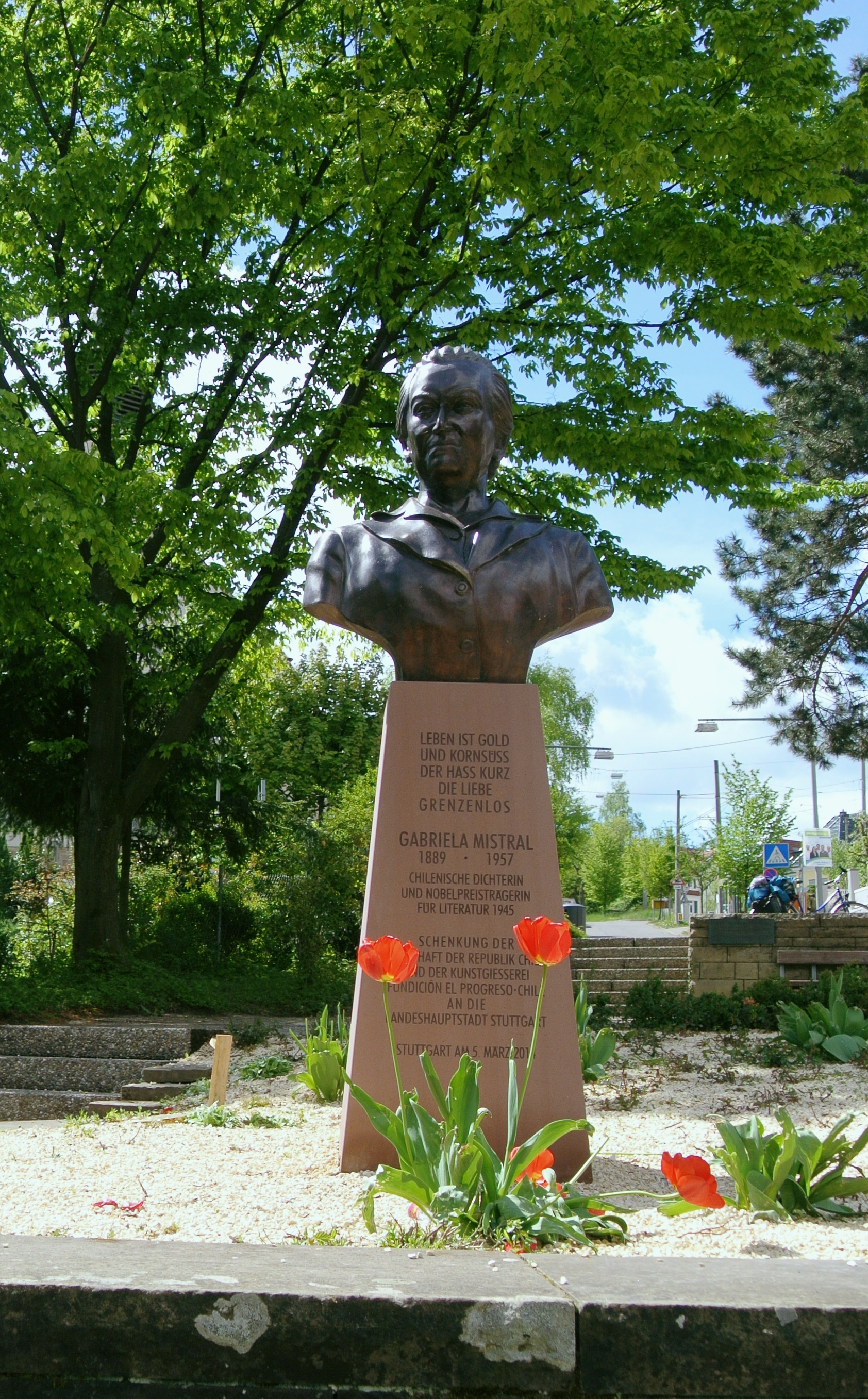
Büste von Gabriela Mistral in Stuttgart-Haigst

Mistrals Werk ist durchdrungen von einer tiefen Traurigkeit. Obwohl sie selbst keine leiblichen Kinder hatte, taucht die Sehnsucht nach Mutterschaft in vielen ihrer Gedichte auf. Auch war sie eine gläubige Katholikin, wurde allerdings von der chilenischen Literaturkritik in übertriebener Weise als „Heilige“ dargestellt. Sie sympathisierte mit den Regeln des heiligen Franziskus, konnte sich jedoch nie dazu durchringen, selbst einem Orden beizutreten. Die Rechte an ihrem Werk vermachte sie entsprechend dem Orden "Franciscana de Chile". 
Ebenso wurde Mistrals Schaffen durch Indien beeinflusst: „Während Tagore die schlummernde Musik in mir erweckte, brachte mich ein anderer Inder, Sri Aurobindo, zur Religion. Er eröffnete meiner religiösen Konsekration den Weg. In der Tat, meine Schuld an Indien ist groß, teils um Tagore, teils um Sri Aurobindos willen.“ Zusammen mit Pearl S. Buck schlug sie Sri Aurobindo dann 1950 auch für den Literatur-Nobelpreis vor.
In zahlreichen Prosaschriften und Gedichten wendet sich Mistral der Natur und Kultur Lateinamerikas zu. Obwohl sie den Nobelpreis für ihre Lyrik erhielt, verfasste sie auch ein großes Prosawerk, das aus vielen crónicas besteht. Mistral erschuf hierbei eine eigene Prosaform, die sogenannten „recados“ (deutsch: Botschaften).

## Veröffentlichungen (Auswahl)
- Cartas de amor y desamor. Bello, Barcelona 1999, ISBN 84-89691-67-3
- Desolación. Poemas. Bello, Barcelona 2001, ISBN 84-95407-22-1 (enthält auch Ternura)
- Epistolario, 1957
- Escritos politicos. Fondo de Cultura Económica, Mexiko-Stadt 1994, ISBN 956-7083-24-X
- Lagar. Edicion Bello, Santiago de Chile 1994, ISBN 956-13-1187-9
- Lecturas para mujeres. Editorial Porrúa, Mexiko-Stadt 1988, ISBN 968-432-537-1
- Liebesgedichte und andere Lyrik. Lamuv-Verlag, Göttingen 1994, ISBN 3-88977-364-8
- Motive des Töpfertons. Lyrik. Reclam, Leipzig 1989, ISBN 3-379-00401-4
- Poemas de la madre, 1950
- Recados. Contando a Chile, 1957
- Rondó del astro. Espasa Calpe, Santiago de Chile 2000, ISBN 84-239-9019-2
- Sonetos de la muerte. Poemas. Editorial Porrúa, Mexiko-Stadt 1988
- Spürst Du meine Zärtlichkeit. Verlag die Waage, Zürich 1981, ISBN 3-85966-014-4 (der Prosatext aus Desolación)
- Albert Theile (Hrsg. und Übersetzer): Gabriela Mistral: Gedichte. Unter Mitwirkung von Heinz Müller und Gisela Pape. Luchterhand Verlag, 1958.
- Tala. Poemas. Cátedra, Madrid 2001, ISBN 84-376-1943-2
- Wenn Du mich anblickst, werd' ich schön. Gedichte. Piper, München 1991, ISBN 3-492-11158-0